# Hans-Dietrich Genscher

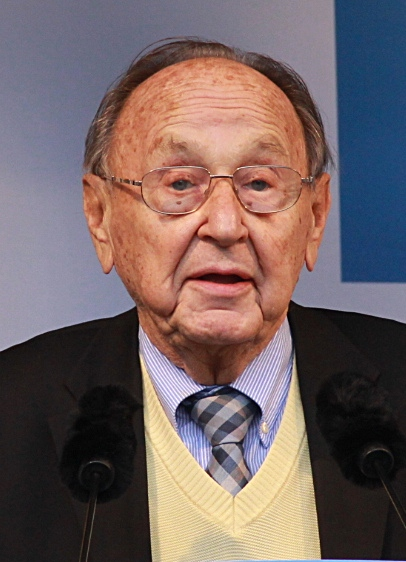
Hans-Dietrich Genscher, 2013

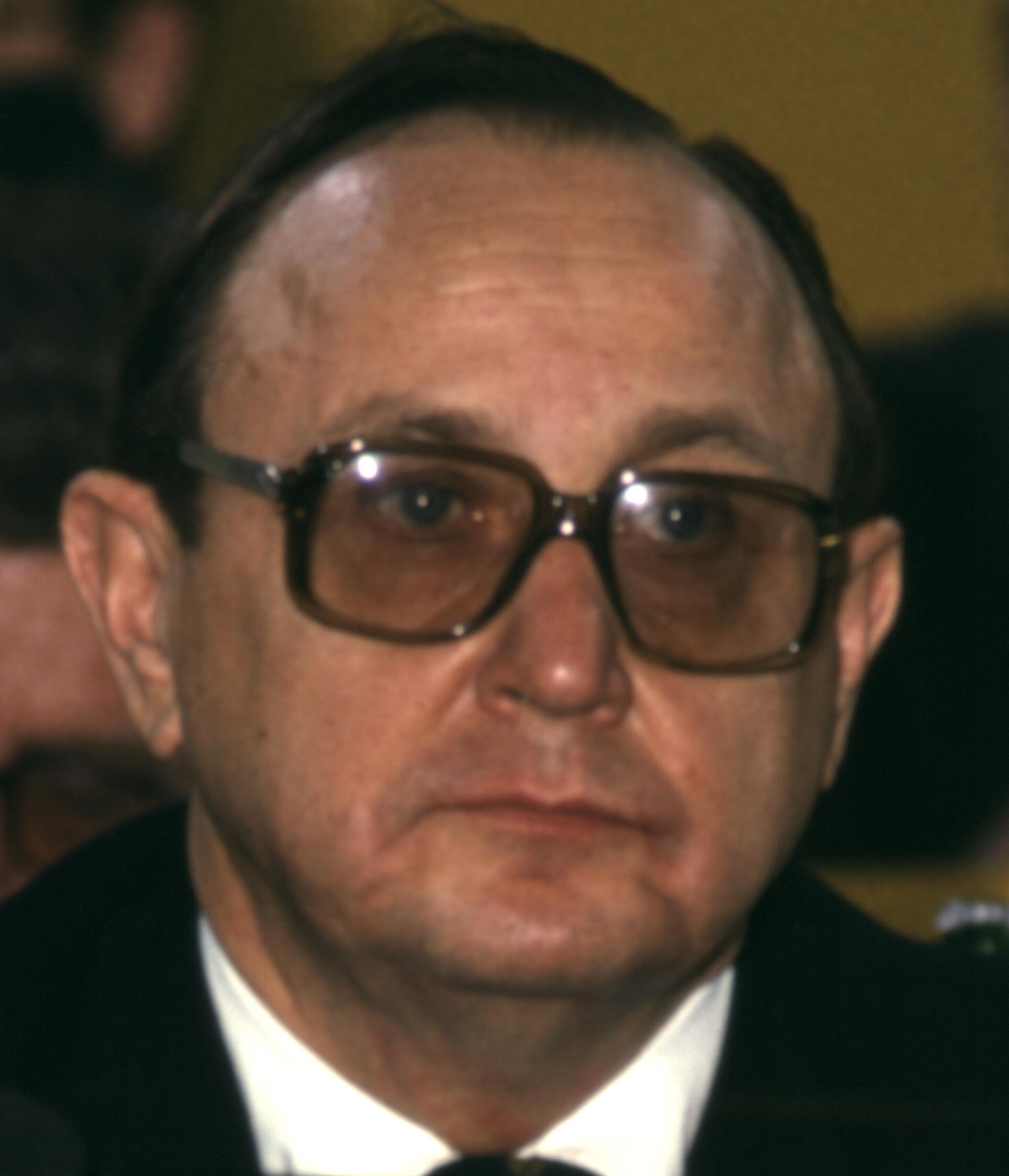
Hans-Dietrich Genscher, 1983

Hans-Dietrich Genscher (* 21. März 1927 in Reideburg, Saalkreis; † 31. März 2016 in Wachtberg-Pech, Rhein-Sieg-Kreis) war ein deutscher Politiker (FDP). Von 1969 bis 1974 war er Bundesminister des Innern. Von 1974 bis 1992 war er – mit einer Unterbrechung von etwa zweieinhalb Wochen – Bundesminister des Auswärtigen sowie Vizekanzler der Bundesrepublik Deutschland: von 1974 bis 1982 unter der Kanzlerschaft von Helmut Schmidt (SPD) und nach dem Regierungswechsel von 1982 bis 1992 unter der Kanzlerschaft Helmut Kohls (CDU). Er ist damit der Bundesminister mit der längsten Amtszeit. Darüber hinaus war er von 1974 bis 1985 Bundesvorsitzender der FDP.
Genscher gilt als historische Schlüsselfigur, indem er zeitlebens entschlossen und mit großem diplomatischem Geschick für die Überwindung der Teilung Europas und Deutschlands sowie des Kalten Krieges eintrat. Berühmt geworden ist seine (unvollendete) Ansprache „Wir sind zu Ihnen gekommen, um Ihnen mitzuteilen, dass heute Ihre Ausreise …“ (die folgenden Worte gingen im allgemeinen Jubel unter, sie sollten lauten „möglich geworden ist“), mit der er am 30. September 1989 vom Balkon der Prager Botschaft den Tausenden dorthin geflüchteten DDR-Bürgern ihre Ausreise per Sonderzug verkündete, die er in langen Verhandlungen mit dem sowjetischen Außenminister Eduard Schewardnadse erreicht hatte.

## Leben

### Ausbildung
Hans-Dietrich Genscher war der Sohn des aus bäuerlicher Familie stammenden Juristen Kurt Genscher (Syndikus des Landwirtschaftsverbandes; † 1937) und der Bauerntochter Hilda Kreime († 1988). Er wuchs in einem bürgerlich-bäuerlichen und nationalkonservativen Milieu auf. In Halle (Saale), wo die Familie seit 1933 wohnte, besuchte er das Städtische Reformrealgymnasium. 
Ab 1943 war Genscher Luftwaffenhelfer, absolvierte den Reichsarbeitsdienst (RAD) im Harz und wurde von Oktober bis November 1944 ins Erzgebirge kommandiert. Am 18. Mai 1944 beantragte er die Aufnahme in die NSDAP und wurde rückwirkend zum 20. April 1944 aufgenommen (Mitgliedsnummer 10.123.636). Nach eigener Aussage geschah dies per Sammelantrag ohne sein Mitwissen, was laut aktuellem Forschungsstand aber nicht möglich war. Genscher wollte Reserveoffizier werden; im Januar 1945 meldete er sich deshalb freiwillig zur Wehrmacht, nach eigener Aussage auch, um einer Zwangsrekrutierung durch die Waffen-SS zu entgehen. Er wurde zu einer Pioniereinheit in Wittenberg eingezogen. Als Angehöriger der „Armee Wenck“, die in der Schlacht um Berlin eingesetzt werden sollte, geriet er kurz vor Kriegsende im Mai 1945 als Gefreiter zunächst in US-amerikanische und anschließend in britische Kriegsgefangenschaft.
Nach seiner Entlassung im Juli 1945 arbeitete er als Bauhilfsarbeiter. Ab Dezember 1945 besuchte er wieder die Friedrich-Nietzsche-Oberschule in Halle (Saale) (ab 1946 Friedrich-Engels-Oberschule), an der er im März 1946 die Ergänzungsreifeprüfung ablegte. Im Winter 1946/47 erkrankte er schwer an Tuberkulose, weshalb er sich drei Monate in einem Sanatorium aufhielt. An der damals nicht heilbaren Krankheit litt Genscher noch die folgenden zehn Jahre und war immer wieder zu längeren Krankenhausaufenthalten gezwungen. Dennoch absolvierte er in den Jahren 1946 bis 1949 ein Studium der Rechtswissenschaft und Volkswirtschaftslehre an der Universität Halle-Wittenberg und der Universität Leipzig, das er 1949 mit der ersten juristischen Staatsprüfung in Leipzig beendete. Anschließend war er bis 1952 Referendar beim Amtsgericht im Oberlandesgerichtsbezirk Halle.
Am 20. August 1952 flüchtete Genscher über West-Berlin in die Bundesrepublik Deutschland als Referendar beim Hanseatischen Oberlandesgericht im Oberlandesgerichtsbezirk Bremen und legte 1954 das zweite juristische Staatsexamen in Hamburg ab. Danach war er bis 1956 als Anwaltsassessor und Rechtsanwalt in der auf Wirtschafts- und Steuerrecht spezialisierten Anwaltskanzlei Dr. Frick, Büsing, Genscher und Dr. Müffelmann in Bremen tätig.

### Parteilaufbahn

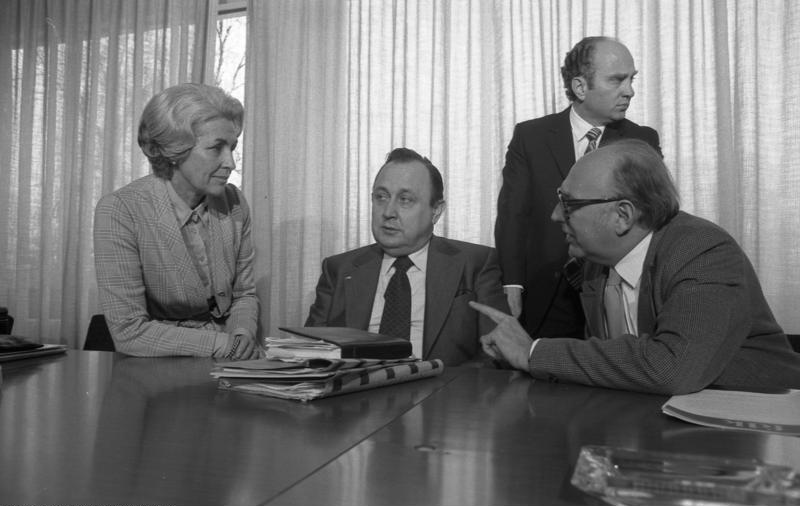
Genscher mit seinen Parteifreunden Hildegard Hamm-Brücher, Otto Graf Lambsdorff (stehend) und Wolfgang Mischnick, 1974

Genscher war von 1946 bis 1952 Mitglied im Landesverband Sachsen-Anhalt der LDP. Er war Mitbegründer der FDJ in Leipzig. Seit seiner Übersiedlung in die Bundesrepublik war er Mitglied der FDP. 1954 wurde er zum stellvertretenden Landesvorsitzenden der Jungdemokraten in Bremen gewählt. Von 1956 bis 1959 war er wissenschaftlicher Assistent der FDP-Bundestagsfraktion in Bonn.
Von 1959 bis 1965 war er FDP-Fraktionsgeschäftsführer, von 1962 bis 1964 gleichzeitig auch Bundesgeschäftsführer der FDP. 1968 wurde er zum stellvertretenden Bundesvorsitzenden gewählt. Vom 1. Oktober 1974 bis zum 23. Februar 1985 war er schließlich Bundesvorsitzender der FDP. In seine Amtszeit als Parteivorsitzender fiel 1982 die Wende von der sozialliberalen Koalition zur Koalition mit der CDU/CSU. 1985 verzichtete er auf das Amt des Bundesvorsitzenden. Nach seinem Rücktritt als Bundesaußenminister 1992 wurde Genscher zum Ehrenvorsitzenden der FDP ernannt.
Korrespondenzen und Akten zu Genschers Tätigkeit für die FDP befinden sich im Archiv des Liberalismus der Friedrich-Naumann-Stiftung für die Freiheit in Gummersbach.

### Abgeordnetentätigkeit
Genscher war von 1965 bis 1998 Mitglied des Deutschen Bundestages für den Bundestagswahlkreis Wuppertal I. Er zog stets über die Landesliste Nordrhein-Westfalen in den Deutschen Bundestag ein. Von 1965 bis zu seinem Eintritt in die Regierung Brandt 1969 war er Parlamentarischer Geschäftsführer der FDP-Fraktion.

### Öffentliche Ämter

#### Übersicht
Hans-Dietrich Genscher war Mitglied der Bundesregierungen unter den Kanzlern Willy Brandt, Helmut Schmidt und Helmut Kohl.
- Kabinett Brandt I, Kabinett Brandt II (Innenminister)
- Kabinett Schmidt I, Kabinett Schmidt II, Kabinett Schmidt III (Außenminister, Vizekanzler)
- Kabinett Kohl I, Kabinett Kohl II, Kabinett Kohl III, Kabinett Kohl IV (Außenminister, Vizekanzler)

#### Bundesinnenminister 1969 bis 1974
Nach der Bundestagswahl 1969 war Genscher maßgeblich an der Bildung der sozialliberalen Koalition beteiligt und wurde am 22. Oktober 1969 als Bundesinnenminister in die von Bundeskanzler Willy Brandt geführte Bundesregierung berufen. In seine Amtszeit fiel die Geiselnahme israelischer Sportler 1972 während der Olympischen Spiele in München. Genscher stellte sich als Austauschgeisel zur Verfügung, dies wurde von den palästinensischen Geiselnehmern jedoch abgelehnt. Nach dem blutigen Ende der Geiselnahme wies Genscher am 26. September 1972 den Bundesgrenzschutz an, die Anti-Terror-Einheit GSG 9 der Bundespolizei aufzustellen. Als Konsenspolitiker hatte er 1970 die Deutsche Sportkonferenz gegründet, in der wie bei einem Runden Tisch alle Verantwortlichen aus Bund, Ländern und Gemeinden sowie dem Deutschen Sportbund und den Landessportbünden paritätisch zusammenwirkten. 2014 bezeichnete er das Scheitern der Geiselbefreiung als den Tiefpunkt seiner Karriere. In Genschers Amtszeit fallen auch die ersten Anfänge einer Umweltpolitik, die er mit dem Ministerialdirektor im Innenministerium Peter Menke-Glückert auf den Weg brachte.

#### Bundesaußenminister 1974 bis 1992

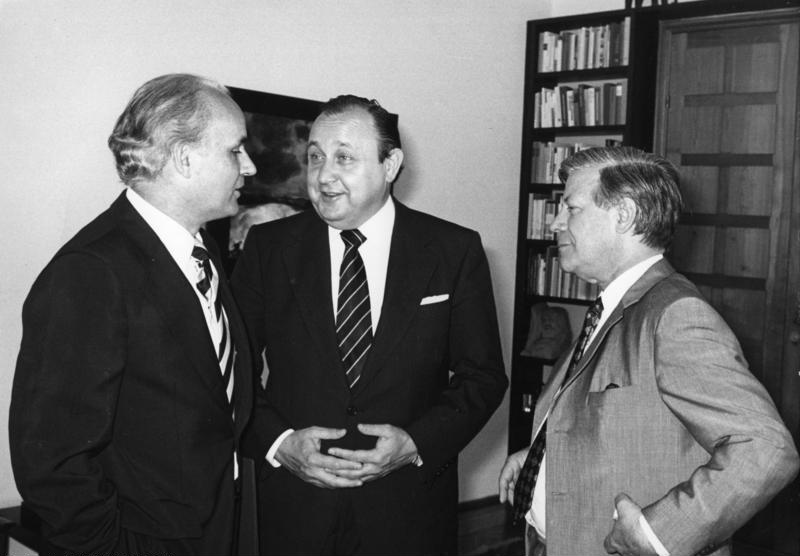
Genscher mit Forschungsminister Hans Matthöfer (links) und Bundeskanzler Helmut Schmidt, 1976

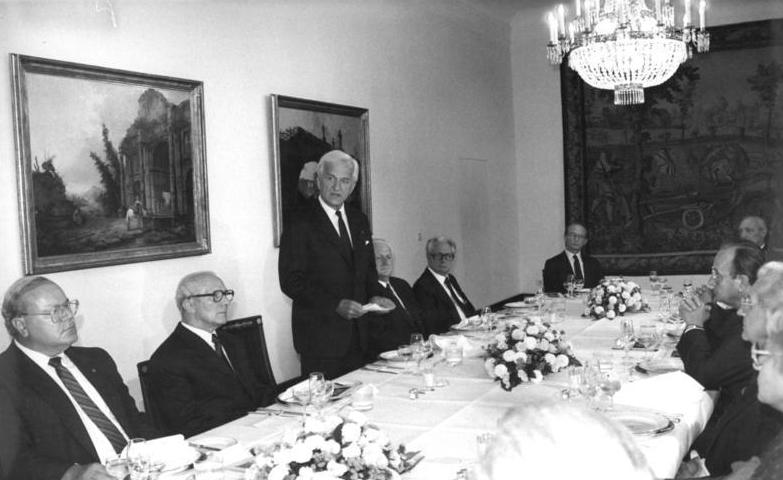
Besuch Erich Honeckers in der Bundesrepublik Deutschland 1987, Mittagessen beim Bundespräsidenten am 7. September 1987.
Von links nach rechts: Bangemann, Honecker, v. Weizsäcker, Mittag, Vogel, Bräutigam, Genscher

Nach dem Rücktritt von Willy Brandt und der Wahl von Walter Scheel zum Bundespräsidenten wurde Genscher am 16. Mai 1974 als Außenminister und Vizekanzler in die nun von Helmut Schmidt geleitete Bundesregierung berufen. In dieser Funktion beteiligte er sich maßgeblich an den Verhandlungen über den Text der KSZE-Schlussakte in Helsinki. Im Dezember 1976 akzeptierte die Vollversammlung der Vereinten Nationen in New York den Vorschlag von Genscher über eine Anti-Terrorismus-Konvention, worin unter anderem festgelegt wurde, auf Forderungen von Geiselnehmern unter keinen Umständen einzugehen. Im Zusammenhang mit dem NATO-Doppelbeschluß vermittelten Bundeskanzler Schmidt und Außenminister Genscher in Moskau, danach war die sowjetische Führung bereit, mit den Vereinigten Staaten über Mittelstreckenwaffen (Intermediate Nuclear Forces/INF) zu verhandeln.
Nachdem die sozialliberale Koalition bei der Bundestagswahl 1980 erneut bestätigt worden war, wirkte Genscher ab Mitte 1981 auf ein Ende der Koalition zwischen SPD und FDP hin – hierbei vor allem unterstützt durch den Bundeswirtschaftsminister Otto Graf Lambsdorff. Grund war die Zunahme der Differenzen zwischen den Koalitionspartnern, nach außen hin insbesondere in der Wirtschafts- und Sozialpolitik. Ausschlaggebend soll jedoch die zunehmende Abkehr der SPD vom NATO-Doppelbeschluss gewesen sein. Am 17. September 1982 trat Genscher gemeinsam mit den übrigen FDP-Bundesministern zurück – als Interimslösung folgten ihm vorübergehend Helmut Schmidt (übernahm das Ministeramt) und Egon Franke (als Vizekanzler) nach.
Am 1. Oktober 1982 wurde in einem konstruktiven Misstrauensvotum der bisherige Oppositionsführer Helmut Kohl auch von dem Großteil der FDP-Bundestagsfraktion zum Bundeskanzler gewählt. Am 4. Oktober 1982 kehrte Genscher als Außenminister und Vizekanzler in die Bundesregierung zurück.

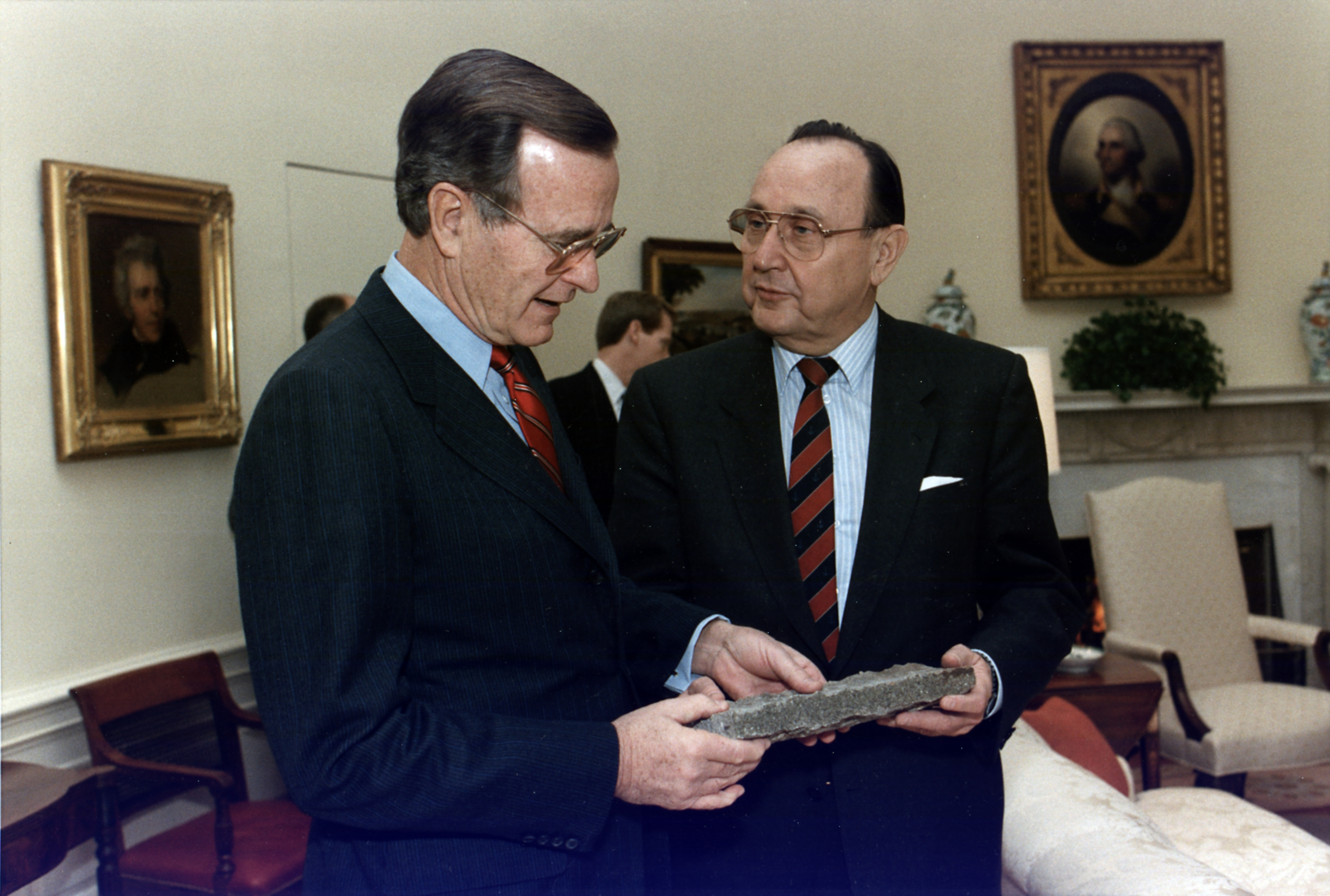
Hans-Dietrich Genscher (r.) überreicht Präsident George H. W. Bush ein Stück der Berliner Mauer (21. November 1989)

Von 1984 bis 1985 war er Präsident des NATO-Rates und Präsident des Ministerrates der Westeuropäischen Union. Als Außenminister stand er für eine Ausgleichspolitik zwischen Ost und West und entwickelte Strategien für eine aktive Entspannungspolitik und die Weiterführung des Ost-West-Dialogs mit der UdSSR sowie das Zusammenwachsen der EG. Besonders ab 1987 warb Genscher für eine „aktive Entspannungspolitik“ als Antwort des Westens auf die sowjetischen Bemühungen. Er hatte großen Anteil an der europäischen Einigung und am Gelingen der deutschen Wiedervereinigung, über die er 1990 mit seinem Amtskollegen aus der DDR, Markus Meckel verhandelte. Anfänglich stand er den konsequenten Wiedervereinigungsplänen Bundeskanzler Kohls abwartend gegenüber. Im Spätsommer 1989 erreichte er die Ausreiseerlaubnis für diejenigen Bürger der DDR, die in die bundesdeutsche Prager Botschaft geflüchtet waren. Er setzte sich auch für eine wirksame Unterstützung der politischen Reformprozesse vor allem in Polen und in Ungarn ein. Dazu traf er im Rahmen eines Polenbesuchs im Januar 1988 den Vorsitzenden der Solidarność, Lech Wałęsa, dem er Unterstützung der polnischen Opposition bei ihrem Eintreten für demokratische Reformen zusicherte. Die dafür eingesetzten Mittel führten dazu, dass seine und Bundeskanzler Helmut Kohls Politik mitunter auch als Scheckbuchdiplomatie bezeichnet wurde. Genscher beteiligte sich an dem ersten (Bonn), zweiten (Berlin) und dritten (Paris) Außenministertreffen der 2+4-Gespräche über die äußeren Aspekte der deutschen Einheit. Im November 1990 unterzeichnen Genscher und sein polnischer Amtskollege Krzysztof Skubiszewski in Warschau den deutsch-polnischen Grenzvertrag über die Festlegung der Oder-Neiße-Linie als polnische Westgrenze.

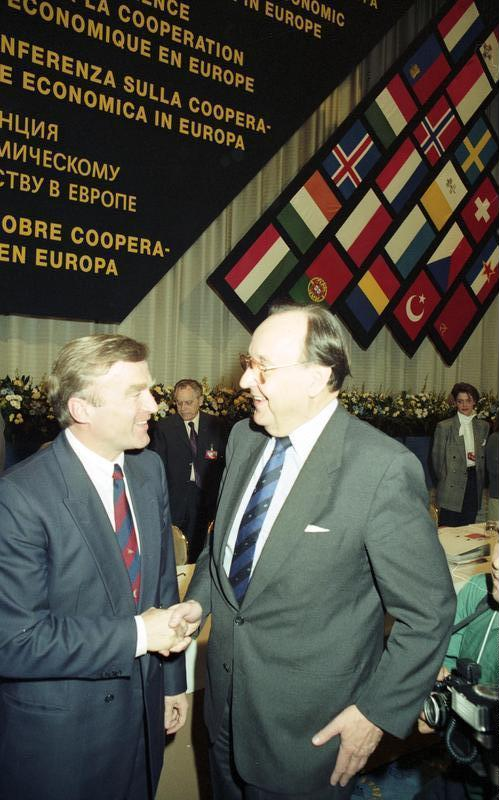
Wirtschaftskonferenz der KSZE-Staaten, mit Helmut Haussmann, 1990

Seine Popularität in seiner Heimatregion um Halle (Saale) und die Hoffnung auf eine gute Entwicklung nach der Wende führten dazu, dass die FDP bei der Bundestagswahl 1990 in Sachsen-Anhalt 17,61 % der Wählerstimmen erhielt und das erste Mal seit 1957 (und das bislang letzte Mal) wieder ein FDP-Kandidat (Uwe Lühr) ein Direktmandat für den Bundestag erringen konnte.

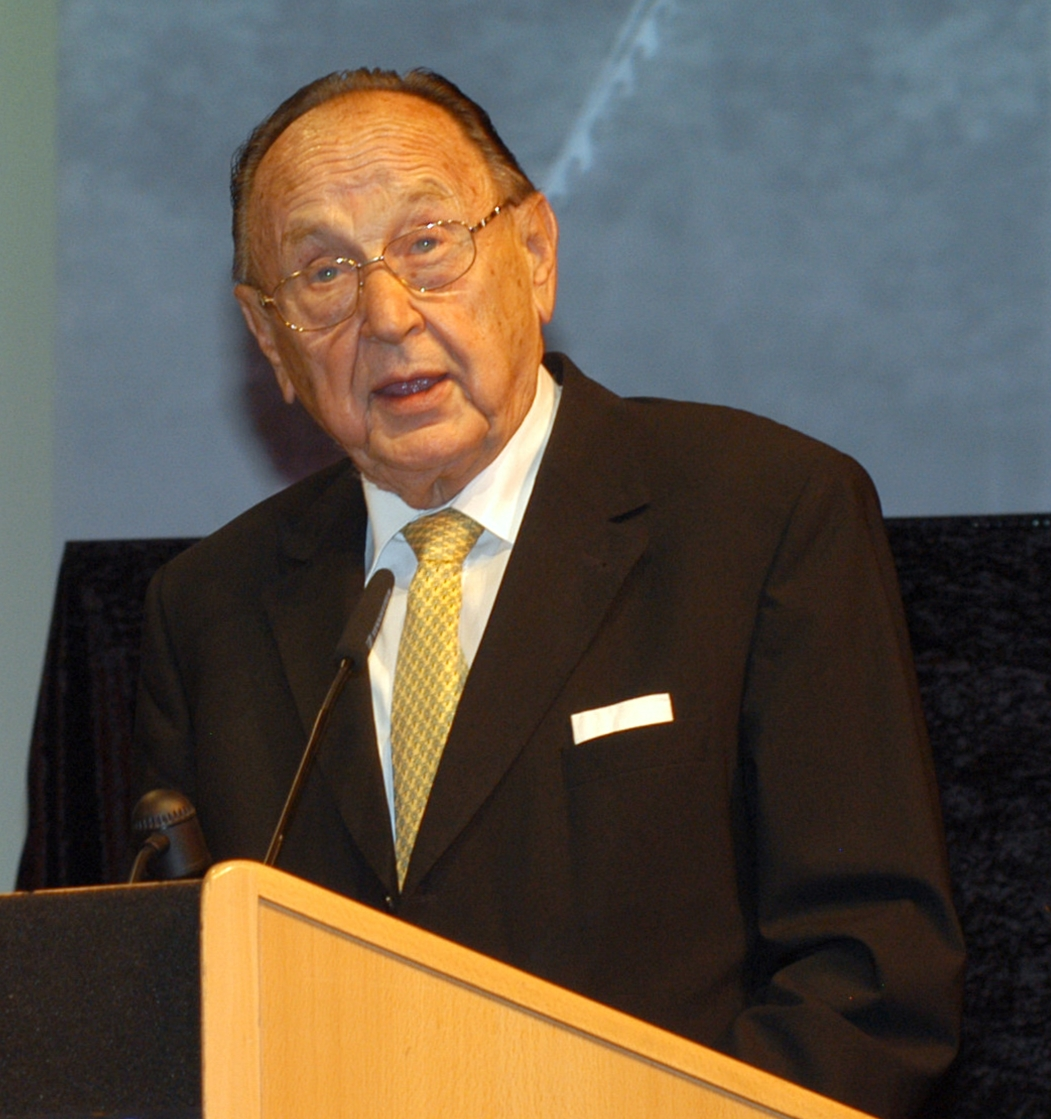
Hans-Dietrich Genscher, 2008

Im Juli 1984 besuchte er als erster westeuropäischer Außenminister seit der islamischen Revolution von 1979 die iranische Hauptstadt Teheran.
Kritik rief die von Genscher betriebene frühzeitige Anerkennung der ehemaligen jugoslawischen Teilrepubliken Slowenien und Kroatien durch die Bundesrepublik Deutschland im Dezember 1991 hervor. Diese war ausschließlich mit Österreich abgestimmt, lief einem EG-Übereinkommen zuwider und bedeutete die erste flagrante Verletzung der Schlussakte der KSZE. 
Vor eventuellen Anerkennungen in Jugoslawien sollten die Ergebnisse der Badinter-Kommission ausgewertet werden. Genscher wurde vorgeworfen, damit den Zerfall Jugoslawiens maßgeblich gefördert und die Gräuel des anschließenden Krieges mit verschuldet zu haben. UN-Generalsekretär Pérez de Cuéllar hatte die deutsche Bundesregierung gewarnt, eine Anerkennung von Slowenien und Kroatien würde zu einer Ausweitung der Aggressionen im bisherigen Jugoslawien führen.
Am 18. Mai 1992, einige Wochen nach seinem 65. Geburtstag, schied Genscher auf eigenen Wunsch aus der Bundesregierung aus, der er insgesamt 23 Jahre angehört hatte. Damals war er mit Abstand Europas dienstältester Außenminister.
Seine Entscheidung hatte er am 27. April 1992 bekannt gegeben, auf den Tag genau nach 18 Jahren als Außenminister.

### Sonstiges Engagement
Von 1968 bis 1982 war er Mitglied des Kuratoriums der Friedrich-Naumann-Stiftung.
In den Jahren 1994 und 1995 war Genscher Honorarprofessor am Otto-Suhr-Institut für Politische Wissenschaft der Freien Universität Berlin. 1998 wurde er Aufsichtsratsvorsitzender der WMP Eurocom AG Berlin, einer Kommunikationsberatung in den Bereichen Wirtschaft, Medien und Politik. Von 1999 bis Dezember 2010 war er als Rechtsanwalt für die Sozietät Büsing, Müffelmann & Theye (Büro Berlin) tätig. Seit dem Jahr 2000 war er geschäftsführender Gesellschafter der Hans-Dietrich Genscher Consult GmbH.
Von 2001 bis 2003 war Hans-Dietrich Genscher Präsident der Deutschen Gesellschaft für Auswärtige Politik (DGAP). Er war Ehrenpräsident der Europäischen Bewegung Deutschland, deren Präsident er von 1992 bis 1994 war sowie Ehrenbürger der Stadt Halle, in die sein Geburtsort Reideburg 1950 (gehörte zum Saalkreis) eingemeindet wurde und in der er seine Ausbildung erhielt.
Im Jahr 2001 vermittelte er als Schlichter im Tarifkonflikt zwischen der Deutschen Lufthansa AG und der Vereinigung Cockpit e. V. Genscher war Mitglied im Kuratorium der Initiative A Soul for Europe der Stiftung Zukunft Berlin.
Im Sommersemester 2002 war er dritter Inhaber der Johannes Gutenberg-Stiftungsprofessur an der Johannes Gutenberg-Universität Mainz.
Im Jahr 2013 nahm Genscher eine wesentliche Vermittlerrolle bei der Freilassung des russischen Regierungskritikers Michail Chodorkowski ein.
Er war Mitglied im Präsidium der Deutschen Gesellschaft für die Vereinten Nationen sowie Mitglied bei der Initiative Global Zero. Zudem war er Ehrenvorsitzender des Kuratoriums des Deutsch-Aserbaidschanischen Forums.
Laut dem Journalisten Johannes Bockenheimer vermittelten Agenturen Genscher als Redner zu Preisen von 22.000 bis 24.000 Euro, zum Beispiel bei Sparkassen.

### Privates

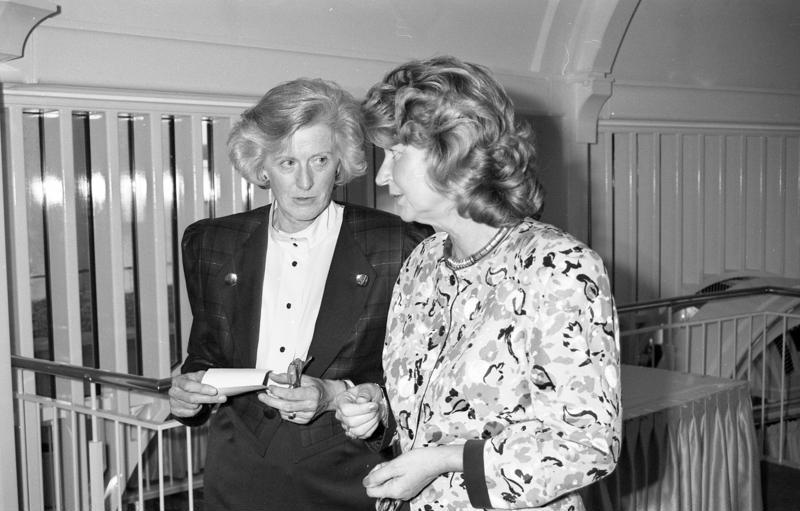
Barbara Genscher (rechts) im Gästehaus Petersberg, 1990

Hans-Dietrich Genscher war protestantischer Christ, der durch zahlreiche Begegnungen auch ein persönliches Verhältnis zu Papst Johannes Paul II. entwickelte. Von 1958 bis 1966 war er mit Luise Schweitzer verheiratet. Aus dieser Ehe ging die Tochter Martina hervor, die mit Reinhardt Zudrop verheiratet ist. Seit Oktober 1969 war Genscher mit seiner früheren Sekretärin Barbara, geb. Schmidt, verheiratet. Er lebte seit 1977 im Ortsteil Pech der Gemeinde Wachtberg nahe Bonn.

### Tod

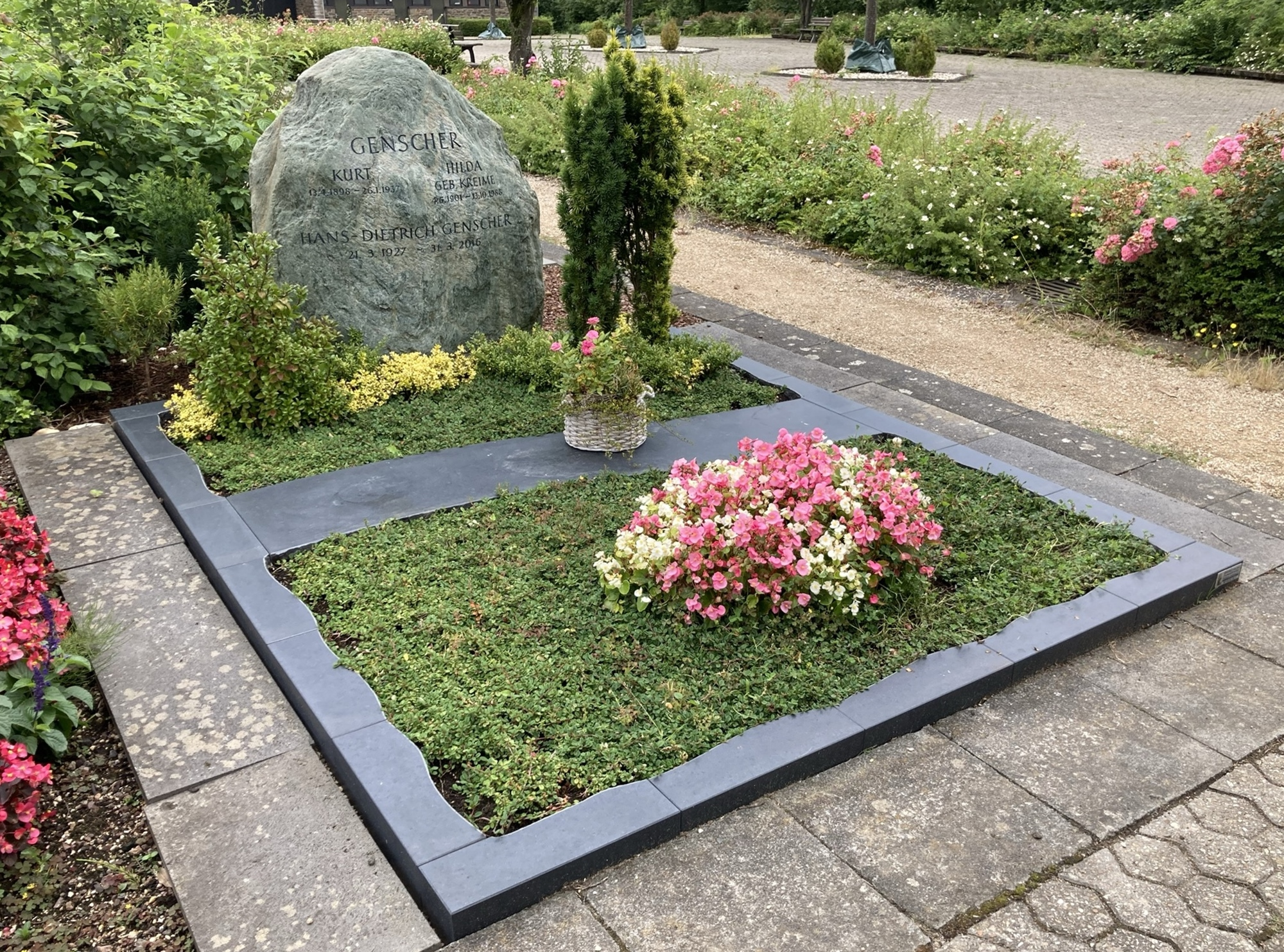
Grabstätte Genscher auf dem Rheinhöhenfriedhof in Wachtberg-Ließem

Genscher starb am 31. März 2016 im Alter von 89 Jahren in seinem Haus in Wachtberg-Pech an Herz-Kreislauf-Versagen. Am 17. April 2016 wurde er mit einem Staatsakt im ehemaligen Plenarsaal des Bonner Bundestages, jetzt Bestandteil des World Conference Centers Bonn, geehrt. Nach einem Trauergottesdienst in der Gnadenkirche zu Pech fand die Beisetzung auf dem Rheinhöhenfriedhof in Wachtberg-Ließem statt.

## Positionen und Kontroversen
Genscher stützte sich bei politischen Entscheidungen auf den Harmel-Bericht von 1967, „der bei militärischer Stärke und der gleichzeitigen Bereitschaft zu Verhandlungen die Entspannung zwischen Ost und West befördern wollte“.
Die Orientierung der deutschen Außenpolitik in Genschers Amtszeit wird schlagwortartig häufig als Genscherismus charakterisiert, kritisiert, aber zunehmend auch anerkannt. Dabei würde auf die direkte Vertretung deutscher Interessen weitgehend verzichtet und auf multilaterale Institutionen Einfluss genommen werden. Zu den wichtigsten Institutionen seiner Amtszeit zählten die Europäische Gemeinschaft, die Organisation für Sicherheit und Zusammenarbeit in Europa und der Helsinki-Prozess. Bis zuletzt sprach er sich für eine Zusammenarbeit mit Russland aus, zeigte sich skeptisch gegenüber den gegen Russland verhängten Sanktionen und befürwortete eine Wiederbelebung des NATO-Russland-Rats.
In einem Interview des Spiegel 2013 nannte Genscher als Ehrenvorsitzender der FDP seine Partei als „schuldig“ für Wahlniederlagen und forderte mehr Einfühlungsvermögen, leidenschaftliche Debatten und den Abschied von einer „Ein-Thema-Partei“. Er habe nicht die „thematische Verengung auf Steuersenkungen gutgeheißen“, sondern frühzeitig davor gewarnt. Ebenso kritisierte er die Zweitstimmenkampagne der FDP als „unwürdig“. Klassischer Neoliberalismus müsse – so Genscher – soziale Verantwortung einschließen, die FDP müsse wieder Partei der fortschrittlichen Mitte werden. Zudem sprach er sich für eine programmatische und personelle Erneuerung aus und warb für Christian Lindner, der dann Bundesvorsitzender der Partei von Dezember 2013 bis Mai 2025 war.
Im Juli 1992 veröffentlichte der Spiegel eine Meldung, wonach das MfS eine Akte über Genscher geführt habe, in der er als IM bezeichnet wurde, obwohl er keine Kontakte zur Staatssicherheit hatte. Die Akte soll – so ehemalige Mitarbeitern der Stasi – unter Nutzung von Daten aus dem Lebenslauf eines DDR-Bürgers angelegt worden sein, um ihn, der auch während seiner Partei- und Ministerkarriere regelmäßig privat in die DDR reiste, mittels einer Desinformationskampagne gegebenenfalls politisch unter Druck setzen zu können. Die gefälschte Akte soll Anfang der 1980er Jahre vernichtet worden sein.
Genscher sowie dem ihm unterstehenden Auswärtigen Amt wurde vorgeworfen, zu wenig getan zu haben, um den Mord an Elisabeth Käsemann 1977 durch die argentinische Militärjunta zu verhindern. Schätzungen zufolge teilten rund 100 weitere Deutsche und Deutschstämmige dieses Schicksal in Argentinien.

## Ehrungen (Auszug)

### Auszeichnungen
- Ehrenbürger seiner Geburtsstadt Halle (Saale), der Stadt Berlin (1993)[41] und der Gemeinde Wachtberg, seines letzten Wohnorts.
- 1973: Großes Verdienstkreuz der Bundesrepublik Deutschland[42]
- 1975: Großes Verdienstkreuz mit Stern und Schulterband der Bundesrepublik Deutschland
- 1977: Großkreuz des Ordens de Isabel la Católica
- 1977: Bambi
- 1978: Großkreuz des Christusordens
- 1979: Großkreuz des Verdienstordens der Bundesrepublik Deutschland
- 1979: Großkreuz des Verdienstordens der Italienischen Republik
- 1979: Großes Goldenes Ehrenzeichen am Bande für Verdienste um die Republik Österreich[43]
- 1979: Orden wider den tierischen Ernst
- 1980: THW-Ehrenzeichen in Gold[44]
- 1980: Großkreuz des Ordens des heiligen Jakob vom Schwert
- 1982: Alexander-Rüstow-Plakette
- 1982: Ehrenoberst des Corps der Bonner Stadtsoldaten e. V.
- 1982: Karl-Valentin-Orden der Narrhalla
- 1984: Großkreuz des Ordens des Infanten Dom Henrique
- 1986: Großkreuz der französischen Ehrenlegion
- 1987: Großkreuz des Ordens für Verdienst der Republik Portugal
- 1987: Thomas-Dehler-Preis
- 1988: Goldener Nürnberger Trichter der Nürnberger Trichter Karnevalsgesellschaft
- 1990: Theodor-Heuss-Preis
- 1990: Prinz-von-Asturien-Preis
- 1991: Erster Preisträger des Kasseler Bürgerpreises Das Glas der Vernunft
- 1991: Goldenes Lot, Ehrung des Verbandes Deutscher Vermessungsingenieure
- 1992: Verleihung des Großen Verdienstkreuzes Polens und Ungarns
- 1992: Goldenes Schlitzohr
- 1992: Ehrendoktorwürde der Schlesischen Universität in Kattowitz
- 1992: Ehrensenator der Martin-Luther-Universität Halle-Wittenberg
- 1993: Ehrendoktorwürde der juristischen Fakultät der Universität Leipzig
- 1993: Ehrensenator der Deutschen Akademie der Naturforscher Leopoldina (seit 2008 Nationale Akademie der Wissenschaften)
- 1993: Reinhold-Maier-Medaille
- 1994: Lucius-D.-Clay-Medaille
- 1994: Ehrensenator der Hochschule Bremerhaven
- 1996: Fürst-Trpimir-Orden mit Halsband und Stern[45]
- 1996: Ehrenmitglied der Universität Tartu
- 1997: Drei-Sterne-Orden[46]
- 1997: Orden des Marienland-Kreuzes, I. Klasse[47]
- 1997: Mercator-Professur der Universität Duisburg-Essen[48][49]
- 1998: Ehrenring der Stadt Wuppertal
- 1998: Orden des litauischen Großfürsten Gediminas
- 2000: Courage-Preis
- 2001: Orden des Fürsten Jaroslaw des Weisen (II. Klasse)
- 2002: Ehrendoktorwürde der Universität Stettin
- 2003: Ehrendoktorwürde der Universität Leipzig
- 2003: Ehrenmitglied des Club of Budapest
- 2004: Erich-Kästner-Preis des Presseclubs Dresden e. V.
- 2004: Kunstpreis zur deutsch-tschechischen Verständigung
- 2005: Kulturpreis Europa
- 2006: Adam-Mickiewicz-Preis (gemeinsam mit Roland Dumas und Krzysztof Skubiszewski) des Komitees Weimarer Dreieck e. V.
- 2006: Freiheitspreis der Friedrich-Naumann-Stiftung[50]
- 2007: Steiger Award
- 2007: Verdienstorden des Landes Nordrhein-Westfalen
- 2008: Carlo-Schmid-Preis der Carlo-Schmid-Stiftung Mannheim
- 2008: Rathenau-Preis des Walther Rathenau Instituts Berlin
- 2009: Urania-Medaille
- 2009: Johann-Heinrich-Voß-Preis für Literatur und Politik der Stadt Otterndorf
- 2009: Ehrendoktorwürde der Universität Leipzig
- 2009: Ehrenmitgliedschaft im Alumni Facultatis Iuristarum Lipsiensis e. V. der Universität Leipzig
- 2009: M100 Media Award in Potsdam
- 2009: Goldene Henne (Ehrenpreis Lebenswerk Mauerfall)
- 2009: Preis der Deutschen Gesellschaft e. V. für Verdienste um die deutsche und europäische Vereinigung.[51]
- 2010: Deutscher Rednerpreis
- 2010: Verdienstorden des Landes Sachsen-Anhalt
- 2010: Millennium Bambi
- 2011: Ehrenmitglied des Club zu Bremen
- 2011: Ehrenmitglied im Verein Weimarer Dreieck e. V.
- 2011: Ehrendoktorwürde der Wirtschaftsuniversität Poznań
- 2012: Apollonia-Preis[52]
- 2012: Bremer Stadtmusikantenpreis
- 2012: Europaschulpreis des Bundes-Netzwerk Europaschule[53]
- 2013: Orden des Weißen Doppelkreuzes 2. Klasse
- 2013: Georg-Meistermann-Preis der Stiftung Stadt Wittlich
- 2013: Viadrina-Preis des Kuratoriums des Förderkreises der Europa-Universität Viadrina Frankfurt (Oder) für seine Verdienste um die deutsch-polnische Verständigung[54]
- 2014: Internationaler Mendelssohn-Preis zu Leipzig
- 2014: Marion-Dönhoff-Preis
- 2015: Europäischer Kulturpreis Pro Europa
- 2015: Deutscher Nachhaltigkeitspreis[55]

### Hans-Dietrich-Genscher-Preis
Seit dem Jahr 1995 verleiht die Johanniter-Unfall-Hilfe e. V. alle zwei Jahre den Hans-Dietrich-Genscher-Preis an Menschen, die sich in der Notfallrettung oder der Rettungsmedizin besonders verdient gemacht haben. Der Preis ist mit 2500 Euro dotiert. Der Preis trägt Genschers Namen, weil der Politiker in seiner Zeit als Bundesinnenminister maßgeblich dafür eingetreten war, dass heute in Deutschland über 30 Rettungshubschrauber im Einsatz sind.

### Genscher-Häuser
Im Genscher-Haus, seinem Geburtshaus in Halle-Reideburg, wurde 2012 eine Dauerausstellung u. a. zu Teilung und Einheit Deutschlands eröffnet. 2013 wurde das Haus von der Friedrich-Naumann-Stiftung für die Freiheit als Begegnungsstätte Deutsche Einheit benannt.
Im März 2017 beschloss die FDP, ihre Parteizentrale in Berlin, das bisherige Thomas-Dehler-Haus, in Hans-Dietrich-Genscher-Haus umzubenennen.

### Weitere Benennungen zu Genschers Ehren
Straßen und Plätze
- In Deutschland wurde Genscher schon zu Lebzeiten mit Straßenbenennungen gewürdigt: Im Gewerbepark Star Park in Queis (unweit seines Geburtsortes Reideburg) gibt es seit 1996 eine Hans-Dietrich-Genscher-Straße[58]; ebenso seit 2002 in Loddin auf Usedom.[59]
- Ebenfalls schon zu Genschers Lebzeiten wurde in Windhoek, der Hauptstadt Namibias, eine Straße im Stadtteil Katutura nach ihm benannt. Damit wurde sein Beitrag zur Unabhängigkeit Namibias gewürdigt.
- In der kroatischen Hafenstadt Trogir gibt es die Ulica Kohl Genscher („Kohl-Genscher-Straße“), mit deren Benennung die Verdienste von Helmut Kohl und Genscher um die kroatische Unabhängigkeit gewürdigt werden.[60]
- In der ostkroatischen Stadt Vinkovci gibt es eine Ulica Hansa Dietricha Genschera („Hans-Dietrich-Genscher-Straße“).
- Am 31. März 2017 beschloss der Stadtrat in Halle (Saale), den Bahnhofsvorplatz feierlich in Hans-Dietrich-Genscher-Platz umzubenennen.[61]
- Im August 2017 wurde die vormalige Walter-Flex-Straße im ehemaligen Regierungsviertel in Bonn in Genscherallee umbenannt.[62]
- Anfang Juli 2018 beschloss der Stadtrat von Wuppertal auf Antrag der FDP-Fraktion die Benennung des Bahnhofsvorplatzes in Barmen zum Hans-Dietrich-Genscher-Platz.[63] Genscher hatte von 1965 bis 1998 seinen Bundestagswahlkreis in Wuppertal.

Schulen
- Am 30. September 2016 wurde die Sekundarschule Wachtberg in Wachtberg-Berkum in Hans-Dietrich-Genscher-Schule – Regionale Schule vor Ort – Profilierte Gemeinschaftshauptschule umbenannt.[64]

- Aufgrund einer Initiative von Schülern und Lehrern des bisherigen Johann-Gottfried-Herder-Gymnasiums in Halle (Saale) und eines entsprechenden Beschlusses des Stadtrats trägt die Schule seit dem 1. August 2017 den Namen Hans-Dietrich-Genscher-Gymnasium.[65]

Sonstiges
- Seit dem 2. Juni 2016 verkehrt in Genschers Geburtsstadt Halle (Saale) ein Bus der städtischen Verkehrsgesellschaft HAVAG mit der Bezeichnung Hans-Dietrich Genscher. Zusätzlich ist ein Sitzplatz mit gelbem Polster überzogen; in Anlehnung an die gelben Pullunder, welche häufig von Genscher getragen und stark mit ihm assoziiert wurden.[66]
- Am 28. März 2017 erhielt der bisherige Europasaal im Haus am Werderschen Markt, dem ersten Dienstsitz des Auswärtigen Amtes, den Namen Hans-Dietrich-Genscher-Forum.[67]
- Unter dem Namen Genschman[68] existierte seit den 1990er Jahren bis 2022 ein Nachtclub in Halle mit dem Logo der Genschman Karikatur des Satire-Magazins Titanic.

## Populäre Rezeption und satirische Darstellungen

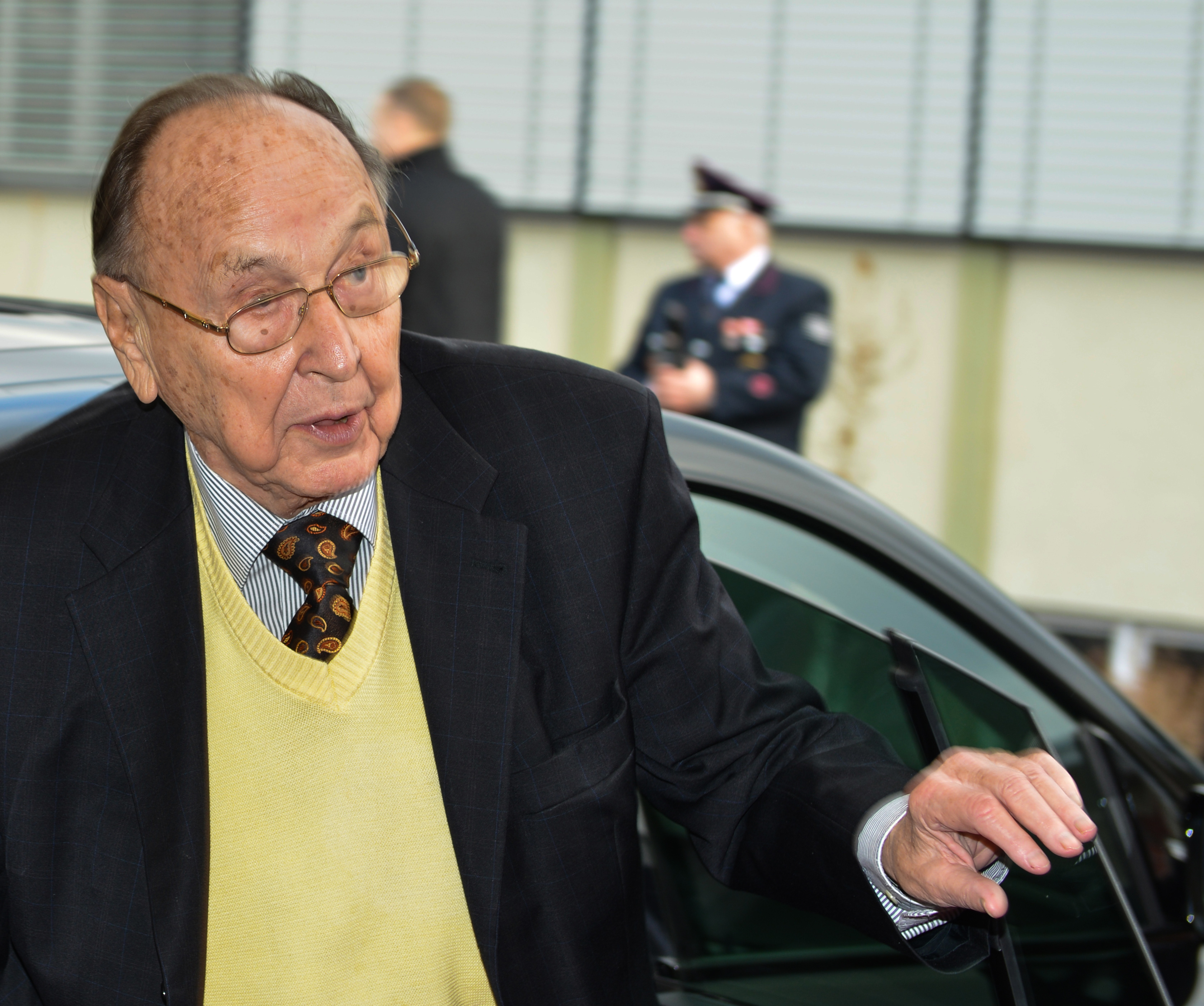
Genscher mit gelbem Pullunder (2014)

- Genschers modisches Markenzeichen war ein gelber Pullunder, dessen Farbe gleichzeitig seine Partei repräsentierte. Mehrfach wurde eines dieser Kleidungsstücke zu wohltätigen Zwecken versteigert.[69]
- In Karikaturen wurden Genschers große, oben abstehende Ohren hervorgehoben.[70] Herbert Wehner verwendete für Genscher den Spitznamen „der mit den Ohren“.[71] Im höheren Alter sahen Genschers Ohren kaum noch abstehend aus. Spekulationen, er habe sich seine Ohren anlegen lassen, wies Genscher zurück.[72] Dass er in Karikaturen oft als Elefant gezeichnet wurde,[73] war zugleich eine Anspielung auf die ihm zugeschriebene Geduld. Genscher wurde als „Mischung aus Fuchs und Elefant“ beschrieben – als listig und zugleich außergewöhnlich geduldig.[74] Auf einer Toilette seines Privathauses hing eine Auswahl von Karikaturen als gerahmte Kopien an den gekachelten Wänden.[75]
- Der französische Illustrator Jean Mulatier zeichnete vor dem Bundestagswahlkampf 1976 für den Spiegel vier Titelbild-Karikaturen von Genscher, Helmut Kohl, Helmut Schmidt und Franz Josef Strauß. Der damalige Bundeskanzler Schmidt bemerkte bei einem Besuch in der Redaktion mit Verleger Rudolf Augstein, Genscher sehe auf dem Bild aus wie eine Fledermaus und Kohl wie eine Bergamotte-Birne.[76]
- Im September 1989 wurde Genscher auf dem Titelblatt des Satire-Magazins Titanic als Comicfigur mit der Schlagzeile „Genschman darf nicht sterben“ dargestellt.[77] Sie spielt auf einen Herzinfarkt an, den Genscher zuvor erlitten hatte. Der Spitzname „Genschman“ spielt auf die Figur des Comic-Superhelden Batman und sein Fledermauskostüm an. Später erschien der gleichnamige Comic von Achim Greser, Christian Schmidt und Hans Zippert. Der Name fand Eingang in die Umgangssprache.[78]
- Genschers häufige Auslandsreisen als Bundesaußenminister schlugen sich in Witzen nieder, zum Beispiel: „Treffen sich zwei Flugzeuge. In beiden sitzt Genscher.“[79]
- Das Verb „genschern“ soll laut Jürgen Trittin zum geflügelten Wort beim Spiel Doppelkopf geworden sein – eine Anspielung darauf, dass Genscher bei der sogenannten Wende mit seiner Partei den (Koalitions-)Partner wechselte.[80]
- Wegen seines Rundschreiben an die FDP-Mitglieder vom 20. August 1981, in dem er eine „Wende“ verlangte (später als Wendebrief bezeichnet), und seiner Rolle als Wendeminister bei der Wende 1982 bekam Genscher den Spitznamen „Wendelin“ nach der seit Mitte der 1970er Jahre beliebten Fernsehfigur Wendelin.[81]

## Veröffentlichungen
- (Mitarbeit): Der öffentliche Dienst am Scheideweg. Godesberger Taschenbuch-Verlag, Bonn-Bad Godesberg 1972, ISBN 3-17-109041-4.
- Bundestagsreden. AZ-Studio, Bonn 1972.
- (Mitarbeit): Bildungsreform. Bilanz und Prognose. Godesberger Taschenbuch-Verlag, Bonn-Bad Godesberg 1973, ISBN 3-87999-000-X.
- (Mitarbeit): Öffentlicher Dienst und Gesellschaft, eine Leistungsbilanz. Godesberger Taschenbuch-Verlag, Bonn-Bad Godesberg 1974, ISBN 3-87999-004-2.
- (Mitarbeit): Prominente in der Umweltdiskussion. Beiträge zum III. Internationalen WWF-Kongress. Schmidt, Berlin 1974, ISBN 3-503-01152-8
- (Hrsg.): Liberale in der Verantwortung. Hanser, München/Wien 1976, ISBN 3-446-12288-5.
- Außenpolitik im Dienste von Sicherheit und Freiheit. Verlag Bonn Aktuell, Stuttgart 1976, ISBN 3-87959-055-9.
- Deutsche Außenpolitik. Verlag Bonn Aktuell, Stuttgart 1977, ISBN 3-87959-078-8.
- Deutsche Außenpolitik. Ausgewählte Grundsatzreden 1975–1980. Verlag Bonn Aktuell, Stuttgart 1981, ISBN 3-87959-159-8; überarbeitete und wesentlich erweiterte Neuausgabe: Deutsche Außenpolitik. Ausgewählte Aufsätze 1974–1984. ebd. 1985, ISBN 3-87959-238-1.
- (Hrsg.): Heiterkeit und Härte. Walter Scheel in seinen Reden und im Urteil von Zeitgenossen. Festschrift zum 65. Geburtstag. Deutsche Verlags-Anstalt, Stuttgart 1984, ISBN 3-421-06218-8.
- (Hrsg.): Nach vorn gedacht … Perspektiven deutscher Außenpolitik. Bonn Aktuell, Stuttgart 1987, ISBN 3-87959-290-X.
- Zukunftsverantwortung. Reden. Buchverlag Der Morgen, Berlin 1990, ISBN 3-371-00312-4.
- Unterwegs zur Einheit. Reden und Dokumente aus bewegter Zeit. Siedler, Berlin 1991, ISBN 3-88680-408-9.
- Wir wollen ein europäisches Deutschland. Siedler, Berlin 1991, Goldmann, München 1992, ISBN 3-442-12839-0.
- Politik aus erster Hand. Kolumnen des Bundesaußenministers a. D. Hans-Dietrich Genscher in der Nordsee-Zeitung Bremerhaven. Nordwestdeutsche Verlags-Gesellschaft, Bremerhaven 1992, ISBN 3-927857-36-X.
- Kommentare. ECON-Taschenbuch-Verlag, Düsseldorf/Wien 1994, ISBN 3-612-26185-1.
- Erinnerungen. Siedler, Berlin 1995, ISBN 3-88680-453-4; Goldmann, München 1997, ISBN 3-442-12759-9.
- Sternstunde der Deutschen. Hans-Dietrich Genscher im Gespräch mit Ulrich Wickert. Mit sechs Beiträgen. Hohenheim, Stuttgart/Leipzig 2000, ISBN 3-89850-011-X.
- mit Ulrich Frank-Planitz (Hrsg.): Nur ein Ortswechsel? Eine Zwischenbilanz der Berliner Republik. Zum 70. Geburtstag von Arnulf Baring. Hohenheim, Stuttgart/Leipzig 2000, ISBN 3-89850-074-8.
- Die Chance der Deutschen. Ein Gesprächsbuch. Hans-Dietrich Genscher im Gespräch mit Guido Knopp. Pendo, München 2008, ISBN 978-3-86612-190-4.
- Die Rolle Europas im Kontext der Globalisierung. In: Caroline Y. Robertson-von Trotha (Hrsg.): Herausforderung Demokratie. Demokratisch, parlamentarisch, gut? (= Kulturwissenschaft interdisziplinär/Interdisciplinary Studies on Culture and Society. Band 6), Baden-Baden 2011, ISBN 978-3-8329-5816-9.
- mit Christian Lindner: Brückenschläge. Zwei Generationen, eine Leidenschaft. Hoffmann und Campe, Hamburg 2013, ISBN 978-3-455-50296-1.
- Germany’s role in Namibia’s independence. In: Anton Bösl et al. (Hrsg.): Namibia´s Foreign Relations. Historic contexts, current dimensions, and perspectives for the 21st Century, Macmillan Education Namibia, Windhoek 2014, S. 51–58.
- Zündfunke aus Prag. Wie 1989 der Mut zur Freiheit die Geschichte veränderte, mit Karel Vodička. dtv, München 2014, ISBN 978-3-423-28047-1.
- Meine Sicht der Dinge. Im Gespräch mit Hans-Dieter Heumann. Propyläen, Berlin 2015, ISBN 978-3-549-07464-0.

## Filmdokumentation
- Mr. Bundesrepublik – Hans-Dietrich Genscher. Deutsche TV-Dokumentation (2007) von Ulrike Brincker und Gunter Hofmann, 45 Minuten.